# Arte contemporanea romanì
L'arte contemporanea romanì (anche detta gitana o rom) è l'arte creata dai rom . È emerso al culmine del processo iniziato nell'Europa centro-orientale alla fine degli anni ottanta quando l'interpretazione della pratica culturale delle minoranze è stata resa possibile da un cambio di paradigma, comunemente indicato nella letteratura specialistica come svolta culturale.
L'arte contemporanea ha il potere di definire e comunicare idee specifiche, nonché codici culturali collettivi. Nel corso della storia gli artisti hanno esercitato il loro potere creativo per definire se stessi attraverso l'arte e modellare un'auto-definizione che rivela loro e le loro rispettive società nella migliore luce possibile. Gli artisti rom hanno esercitato lo stesso diritto, ma fino a poco tempo fa erano condannati all'anonimato e le loro voci erano messe a tacere. Questo cambiamento ha suscitato interesse nell'esplorazione della storia e del valore della cultura rom. Non solo è diventato evidente che le arti sono cariche di stereotipi sui rom, ma anche che la classificazione culturale descrive i prodotti visivi dei rom con termini che gli esperti affermano essere positivi, come ingenui, barbari, primitivi, primordiali, archetipici, autodidatta. L'arte rom è stata valutata esclusivamente da esperti non rom, che l'hanno esclusa dal canone ufficiale in quanto obsoleta, puramente illustrativa o, nella migliore delle ipotesi, nostalgica. Gli artisti rom raramente hanno avuto l'opportunità di sperimentare nuove tecniche e hanno potuto esibirsi solo nei centri della comunità, luoghi che sembrano marginali dal punto di vista del discorso culturale.
Con l'emergere di una nuova generazione di intellettuali rom, c'è la nascita di una coscienza dei rom, uno stato in cui i rom di successo, ricchi e ben istruiti riconoscono con orgoglio la loro origine, piuttosto che optare per l'assimilazione e la rinuncia al loro patrimonio culturale. Questi professionisti recentemente emersi (ad esempio l'antropologo culturale Ágnes Daróczi, il politico Nicolae Gheorghe, l'attivista politico e culturale Jenő Zsigó, l'artista Tibor Balogh, il curatore e lo storico dell'arte Tímea Junghaus stanno riscrivendo la storia della cultura, della rappresentazione e dell'arte rom. Facendo riferimento all'analisi della politica culturale delle minoranze da parte di Stuart Hall, si può suggerire che per decostruire le rappresentazioni culturali dominanti, gli artisti rom devono combattere su due fronti. In primo luogo, devono invertire gli stereotipi che prevalgono nei media, producendo immagini dei rom che si oppongono a quelli creati nella cultura tradizionale. In secondo luogo, devono lottare per l'accesso al pubblico tradizionale. Altrimenti, anche i rari esempi di autorappresentazioni autentiche restano visibili solo negli stretti circoli del mondo accademico o dei festival dei diritti umani. Se, come suggerisce il principale studioso e politico Nicolai Gheorghe, "la rappresentazione dell'identità dei rom è un processo di etno-genesi che coinvolge i rom giocando consapevolmente con le loro identità, allora forse dobbiamo riconoscere che la costruzione di rappresentazioni efficaci coinvolge l'artista come tanto quanto lo scienziato o il politico ".
La cultura rom ha generato fenomeni interessanti come il Museo della cultura rom a Brno, uno spazio museale installato a livello professionale, fondato nel 1991, con molteplici funzioni e una strategia accuratamente elaborata per presentare la storia della rappresentazione rom in modo accurato e coinvolgente. La maggior parte del personale del museo è composto da rom ed è un luogo in cui tutti nella popolosa comunità rom di Brno possono trascorrere il loro tempo in modo costruttivo. L'edificio è decorato da un grande murale, dipinto da David Zeman e dal suo team: The Roma Road grida per il riconoscimento con vigorose aranci, rossi e blu. Allo stesso modo importanti sono quei tentativi che presentano artisti rom negli spazi ufficiali della cultura contemporanea.
La mostra del 2004 The Hidden Holocaust è stata la prima in Ungheria ad aprire le porte di Műcsarnok / Kunsthalle Budapest, questo bastione dell'arte contemporanea, agli artisti rom. Questa era in effetti la prima volta che artisti rom (undici in tutto) potevano esibirsi in uno spazio ufficiale di arte contemporanea e potevano usare l'infrastruttura dell'istituzione per realizzare le loro opere. Uno sguardo alle mostre del Second Site Show, tenutosi a Londra nel marzo 2006, ci convincerà anche che il modo in cui siamo invitati e autorizzati a pensare all'arte visiva rom è cambiato irreversibilmente: il cambio di paradigma si è verificato.
L'arte contemporanea rom cerca di contrastare gli stereotipi romantici selvaggi e le idee sbagliate sulla cultura gitana, promuovendo in tal modo un'identità rom più sicura di sé. Vuole anche dimostrare che gli artisti rom parlano un linguaggio visivo comprensibile in tutto il mondo e che questo linguaggio è in linea con l'approccio "sofisticato, attento ai problemi" dell'arte contemporanea. Sebbene la sensibilità ai problemi possa essere un attributo dell'arte contemporanea, ha perso il suo interesse per il tipo di autorappresentazione che fa affidamento su un'identità omogenea qualche tempo fa. L'immagine di sé che deve emergere attraverso la reinterpretazione dell'identità dei rom non dovrebbe essere omogenea o stabile. Suggerisce che l'identità dei rom funge da modello per un'identità transnazionale europea moderna, capace di fusione culturale e adattamento alle mutevoli circostanze.
Questi artisti abbracciano e trasformano, negano e decostruiscono, si oppongono e analizzano, sfidano e sovrascrivono gli stereotipi esistenti in modo sicuro e intellettuale, reinventando la tradizione rom e i suoi elementi come cultura contemporanea. I motivi archetipici forniscono un fermo sentimento di fondo, ma il risultato suggerisce inaspettatamente una nuova interpretazione, creata dagli stessi artisti rom. L'identità alternativa prevista mette in luce i punti di forza dei rom, la loro capacità di fusione, il senso del glamour, l'umorismo e l'ironia, l'adattabilità, la mobilità e il transnazionalismo. Le rappresentazioni pongono modelli davanti alla società maggioritaria, così come ai rom, e rappresentano i rom come un gruppo di individui civili e di successo la cui dignità è completa e degna di riconoscimento.
L'arte rom, a causa di motivi strutturali, istituzionali e infrastrutturali, non è stata a lungo soggetta a rappresentazioni diverse ed è stata costretta a mostrarsi in modo monolitico, il modo in cui la maggioranza considera "arte gitana". Le opere di giovani artisti rom mostrano che la cultura e l'identità rom sono tanto varie e polarizzate quanto le culture maggioritarie.
Gli artisti rom usano le tecnologie contemporanee per studiare le possibilità culturali, politiche ed estetiche dei romani. Presenta azioni politiche e artistiche, spettacoli, attività no profit e virtuali in un contesto artistico contemporaneo. I nuovi media sono apparsi nella mancanza di altri apparati fisici (spazio rappresentativo, posizione, edificio e oggetti). Sembra un'alternativa efficace all'arte dei rom per la costruzione di comunità, per un'efficace diffusione, promozione e visibilità delle comunità e dei gruppi artistici rom.
Mira a rappresentare fenomeni come i video di YouTube che collegano comunità e gruppi rurali, presentando il riarrangiamento delle parti di computer raccolte dalla ricerca attraverso la spazzatura (arte dell'hardware), i media consapevoli e le apparizioni pubbliche di artisti rom o progetti di comunità interattive, ecc.